# 紀元前2千年紀
紀元前2千年紀（きげんぜんにせんねんき）は、西暦による紀元前2000年から紀元前1001年までを指す千年紀（ミレニアム）である。現在からおよそ3000年〜4000年前に当たる。

## 時代
- メソアメリカ、先古典期（紀元前2000年頃 -紀元後300年）
- 古代エジプト、中王国時代（紀元前21世紀頃 - 紀元前18世紀頃）
- バビロン第1王朝の興隆、ハンムラビ法典。
- ユダヤ人、エジプトで奴隷として生活。
- 中国
  - 夏王朝（紀元前21世紀 - 17世紀）
  - 商（殷）王朝（紀元前17世紀 - 1046年）
- 日本、縄文時代後期〜晩期。大型貝塚、海産物・塩の大規模交易。ストーンサークル、ウッドサークルがつくられる。気温低下が続き、人口は減少傾向。

## できごと
- 紀元前20世紀 - ヒッタイト人がアナトリアに侵入。
- 紀元前18世紀 - バビロニア第2王朝、メソポタミアの覇権を握る。
- エジプト、シリアを勢力圏とする（紀元前1600年 - 1360年）
- 紀元前16世紀 - ミュケナイ文明
- 紀元前15世紀
  - ミノア文明の下降
  - 紀元前15世紀頃 - アーリア人がインド北西部に移住し始める。
- 紀元前13世紀
  - アテナイの創建（紀元前1235年）
  - 紀元前1285年 - カデシュの戦い
  - 紀元前13世紀頃 - アーリア人が北部インドでの勢力を拡大。
- 紀元前12世紀 - 紀元前1200年のカタストロフ、ヘブライ人がカナンに入る。
- 紀元前11世紀 - 武王、牧野の戦いで殷を倒し、周王朝を建てる。

## 人物
- 紀元前18世紀 - ハンムラビ、バビロニア王
- 紀元前14世紀 - アクエンアテン、ファラオ
- 紀元前13世紀
  - ラムセス2世、ファラオ
  - シャルマネセル1世、アッシリア王、アッシリアを統一
- モーセ - 預言者
- サウル - 古代イスラエル初代の王
- 伊尹 - 殷の政治家
- 呂尚（太公望） - 周の軍師

## 発明・発見
- インドでカースト制度の原型が形成され始める。
- 中国で彗星の記録
- ラクダの家畜化、後にキャラバンの編成
- 紀元前19世紀頃 - ヒエログリフによる最古の暗号 → 暗号史
- 紀元前14世紀 - 最古の文字によるギリシャ語の記録